# Бугунь (річка)
Бугунь (каз. Бөген, англ. Bugun) — річка в Казахстані, в межах Туркестанської області в Байдибецькому районі. Права притока Сирдар'ї.

## Опис
Річка бере свій початок від злиття річок Улькен-Бугунь і Бала-Бугунь, що стікають з південно-західних схилів хребта Каратау. Довжина — 164 км (разом із річкою Бала-Бугунь — 241 км), площа водозбору — 4 680 км². Живлення снігове.
Тече на північний захід і впадає у безстічне озеро Кумколь, в долині річки Сирдар'ї. Поблизу поселення Бугунь знаходиться водосховище площею близько 63 км². Після будівництва Туркестанського зрошувального каналу річка була з'єднана із басейном Сирдар'ї. Води використовуються для зрошування.